# Zagłębie Steelers
Gli Zagłębie Steelers sono una squadra di football americano di Będzin, in Polonia, fondata nel 2007.

## Dettaglio stagioni

### Tornei nazionali

#### PLFA I (primo livello)/Topliga
| Stagione | regular season | regular season | regular season | regular season | regular season | regular season | playoff | playoff | playoff | playoff | playoff | playoff        | playoff                |
|          | Vin            | Par            | Per            | Tot            | PF             | PS             | Vin     | Per     | Tot     | PF      | PS      | risultato      | avversaria             |
| -------- | -------------- | -------------- | -------------- | -------------- | -------------- | -------------- | ------- | ------- | ------- | ------- | ------- | -------------- | ---------------------- |
| 2010     | 1              | 0              | 6              | 7              | 72             | 247            | 1       | 0       | 1       | 37      | 32      | Non retrocessi | Fireballs Wielkopolska |
| 2011     | 1              | 0              | 8              | 9              | 27             | 357            | 1       | 0       | 1       | 22      | 8       | Non retrocessi | Mustangs Płock         |
| 2013     | 2              | 0              | 8              | 10             | 91             | 381            | -       | -       | -       | -       | -       | -              | -                      |
| 2014     | 2              | 0              | 8              | 10             | 137            | 320            | -       | -       | -       | -       | -       | -              | -                      |
| 2015     | 3              | 0              | 7              | 10             | 130            | 318            | -       | -       | -       | -       | -       | -              | -                      |
| 2018     | 3              | 0              | 3              | 6              | 76             | 74             | 0       | 1       | 1       | 6       | 35      | Wild Card      | Monarchs Ząbki         |
| Totale   | 12             | 0              | 40             | 52             | 533            | 1697           | 2       | 1       | 3       | 65      | 75      |                |                        |

Fonti: Enciclopedia del Football - A cura di Roberto Mezzetti

#### PLFA I (secondo livello)/PLFA II (secondo livello)
| Stagione | regular season | regular season | regular season | regular season | regular season | regular season | playoff | playoff | playoff | playoff | playoff | playoff    | playoff         |
|          | Vin            | Par            | Per            | Tot            | PF             | PS             | Vin     | Per     | Tot     | PF      | PS      | risultato  | avversaria      |
| -------- | -------------- | -------------- | -------------- | -------------- | -------------- | -------------- | ------- | ------- | ------- | ------- | ------- | ---------- | --------------- |
| 2008     | 2              | 0              | 4              | 6              | 128            | 150            | -       | -       | -       | -       | -       | -          | -               |
| 2009     | 5              | 0              | 1              | 6              | 262            | 73             | 3       | 0       | 3       | 77      | 47      | Campioni   | Kraków Tigers   |
| 2012     | 4              | 0              | 2              | 6              | 152            | 72             | 0       | 1       | 1       | 0       | 17      | Semifinale | Warsaw Spartans |
| Totale   | 11             | 0              | 7              | 18             | 542            | 295            | 3       | 1       | 4       | 77      | 64      |            |                 |

Fonti: Enciclopedia del Football - A cura di Roberto Mezzetti

#### PLFA II (terzo livello)
| Stagione | regular season | regular season | regular season | regular season | regular season | regular season | playoff | playoff | playoff | playoff | playoff | playoff   | playoff    |
|          | Vin            | Par            | Per            | Tot            | PF             | PS             | Vin     | Per     | Tot     | PF      | PS      | risultato | avversaria |
| -------- | -------------- | -------------- | -------------- | -------------- | -------------- | -------------- | ------- | ------- | ------- | ------- | ------- | --------- | ---------- |
| 2016     | 0              | 0              | 6              | 6              | 8              | 230            | -       | -       | -       | -       | -       | -         | -          |
| 2017     | 1              | 0              | 5              | 6              | 46             | 154            | -       | -       | -       | -       | -       | -         | -          |
| Totale   | 1              | 0              | 11             | 12             | 54             | 384            | -       | -       | -       | -       | -       |           |            |

Fonti: Enciclopedia del Football - A cura di Roberto Mezzetti

#### PLFA8
| Stagione | regular season | regular season | regular season | regular season | regular season | regular season | playoff | playoff | playoff | playoff | playoff | playoff   | playoff        |
|          | Vin            | Par            | Per            | Tot            | PF             | PS             | Vin     | Per     | Tot     | PF      | PS      | risultato | avversaria     |
| -------- | -------------- | -------------- | -------------- | -------------- | -------------- | -------------- | ------- | ------- | ------- | ------- | ------- | --------- | -------------- |
| 2013     | 3              | 0              | 1              | 4              | 100            | 38             | 3       | 0       | 3       | 88      | 62      | Campioni  | Przemyśl Bears |
| Totale   | 3              | 0              | 1              | 4              | 100            | 38             | 3       | 0       | 3       | 88      | 62      |           |                |

Fonti: Enciclopedia del Football - A cura di Roberto Mezzetti

#### PLFAJ/PLFA J-8
| Stagione | regular season | regular season | regular season | regular season | regular season | regular season | playoff | playoff | playoff | playoff | playoff | playoff   | playoff    |
|          | Vin            | Par            | Per            | Tot            | PF             | PS             | Vin     | Per     | Tot     | PF      | PS      | risultato | avversaria |
| -------- | -------------- | -------------- | -------------- | -------------- | -------------- | -------------- | ------- | ------- | ------- | ------- | ------- | --------- | ---------- |
| 2013     | 1              | 0              | 3              | 4              | 70             | 116            | -       | -       | -       | -       | -       | -         | -          |
| 2014     | 0              | 0              | 4              | 4              | 58             | 106            | -       | -       | -       | -       | -       | -         | -          |
| 2015     | 0              | 0              | 4              | 4              | 0              | 158            | -       | -       | -       | -       | -       | -         | -          |
| Totale   | 1              | 0              | 11             | 12             | 128            | 380            | -       | -       | -       | -       | -       |           |            |

Fonti: Enciclopedia del Football - A cura di Roberto Mezzetti

### Riepilogo fasi finali disputate
| Anno           | Luogo  | Evento  | Fase del torneo | Incontro                           | Risultato |
| 16 giugno 2018 | Będzin | Topliga | Wild Card       | Zagłębie Steelers - Monarchs Ząbki | 6 - 35    |

### Palmarès
- 1 Campionato di secondo livello (2009)
- 1 PLFA8 (2013)